# Vârful Șerbota, Munții Făgăraș
Șerbota este un vârf muntos situat în Masivul Făgăraș, care are altitudinea de 2.331 metri. 
Vârful Șerbota se remarcă prin faptul că străjuiește cel mai greu traseu marcat din Munții Făgăraș, dar și din toți Carpații românești, cunoscut sub numele de Custura Sărății.

## Galerie de imagini

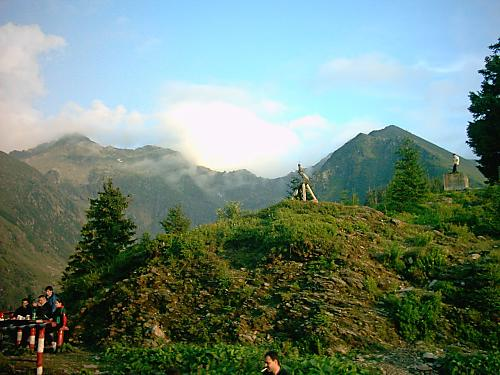
Vârful Şerbota
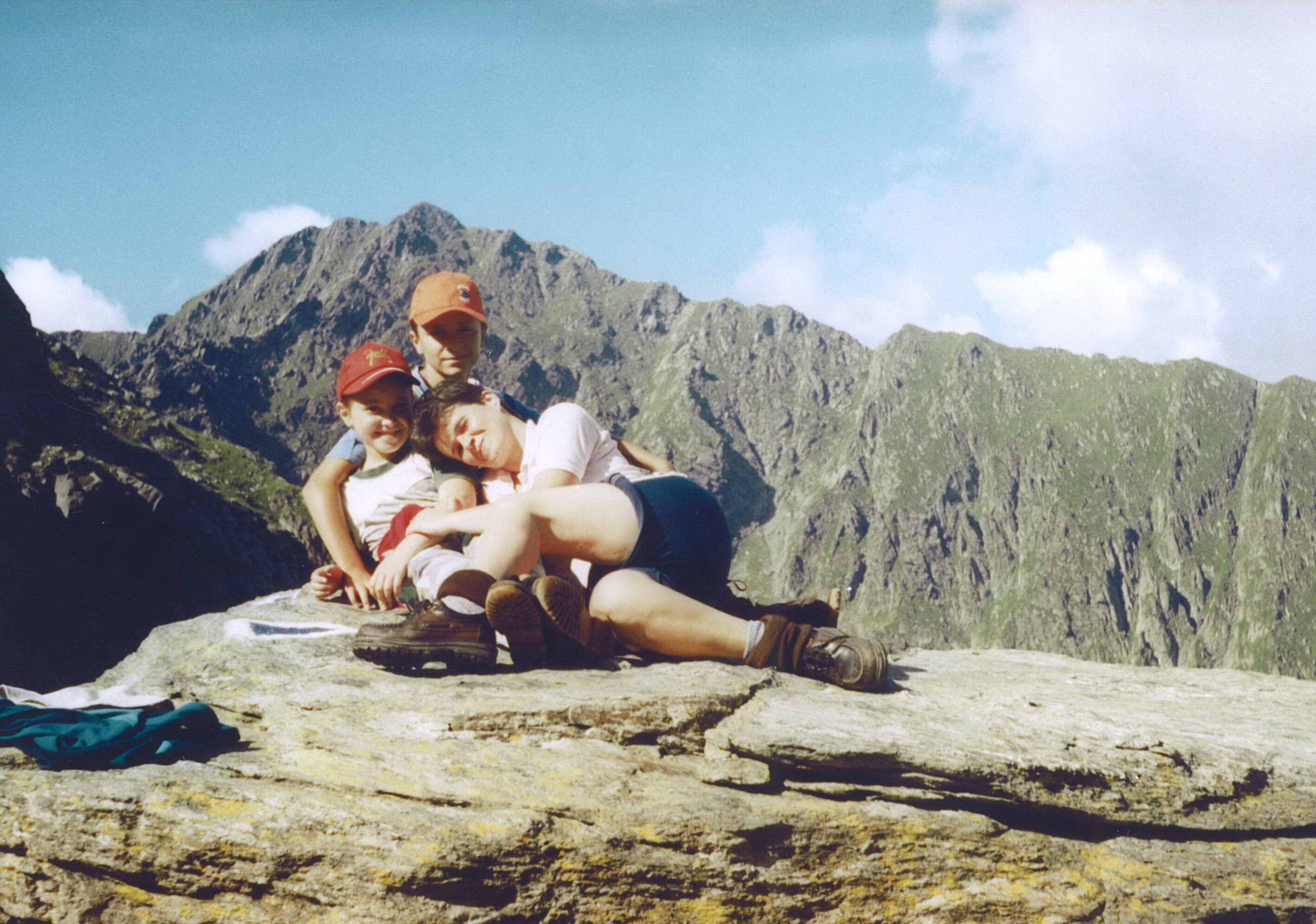
Vârful Şerbota de la Piatra Prânzului
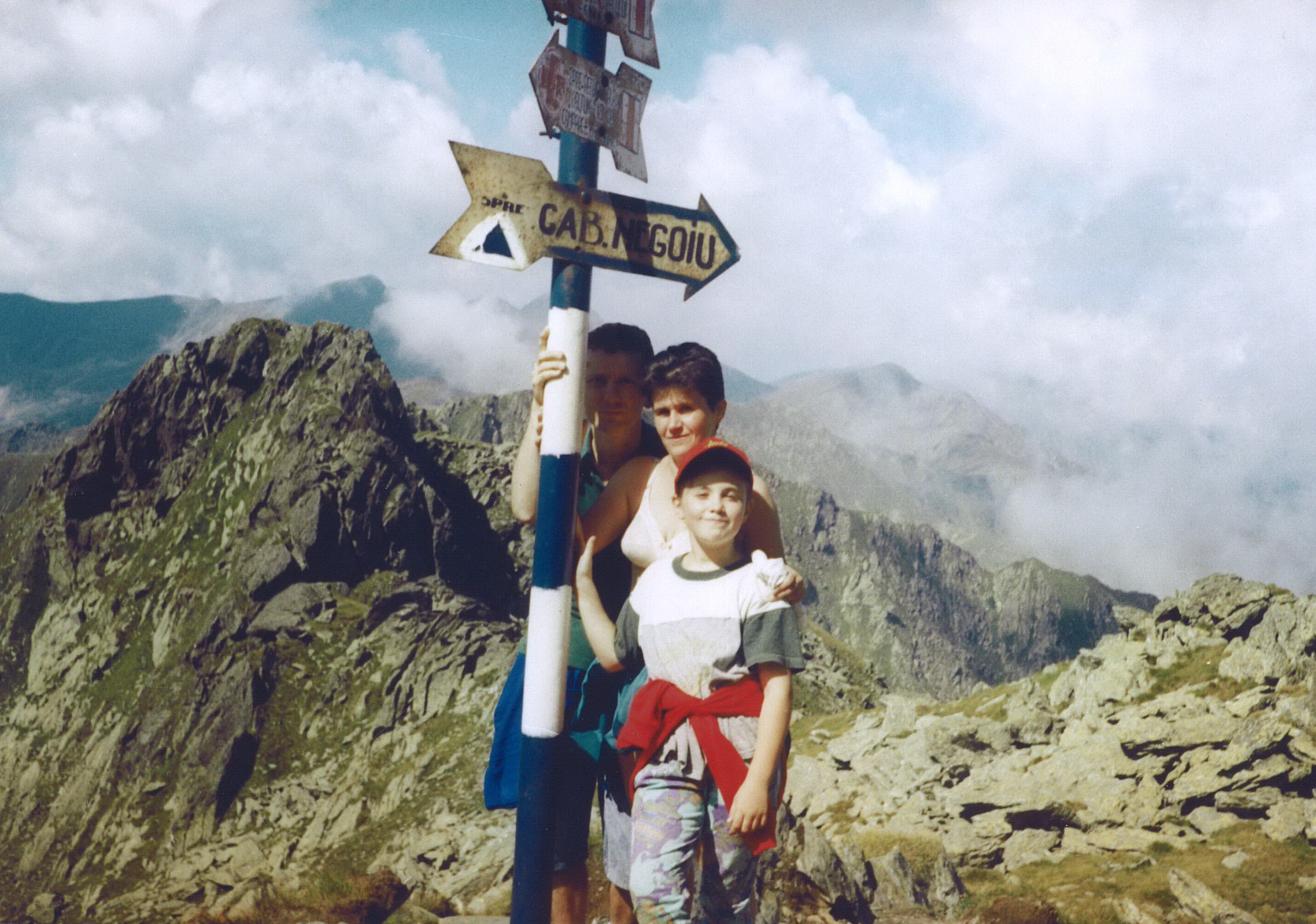
Vârful Şerbota din şaua Cleopatrei